# Maurus Gerner-Beuerle
Maurus Wilibald Gerner-Beuerle (* 28. Januar 1903 in Hausen im Wiesental; † 10. August 1982 in Bremen) war ein deutscher evangelischer Theologe, Pastor und langjähriger Domprediger am Bremer Dom. Er galt als bedeutender Vertreter der Volkskirche nach dem Zweiten Weltkrieg. Zudem war er als Autor und Dichter tätig und verfasste seine Werke teils in alemannischer Mundart.

## Biografie
Beuerle war der Sohn des evangelischen Ortspfarrers Oskar Beuerle und dessen Ehefrau Ella († 1921), einer geborenen Kupfer. Er wuchs in seinem Geburtsort auf und besuchte die Oberrealschule in der benachbarten Kleinstadt Schopfheim (heute Theodor-Heuss-Gymnasium). 1921 wurde er von einer Verwandten der Mutter, Sophie Christina, geborene Gerner und Witwe eines Maurus Betz, adoptiert und führte fortan den Doppelnamen Gerner-Beuerle.
Nach dem Abitur arbeitete er einige Zeit als Maurer und Zimmermann, bevor er 1923 sein Theologiestudium aufnahm. Er studierte an der Universität Heidelberg, der Kiel, der Universität Tübingen und der Universität Marburg; ein Semester verbrachte er als Austauschstudent in Finnland. Nach Abschluss seines Studiums folgten ein krankheitsbedingter Aufenthalt zur Heilbehandlung in Davos in der Schweiz und eine Hauslehrertätigkeit auf Schloss Elmau in Oberbayern. Dort lernte er auch seine spätere Frau Erna Moritz (1905–2004) aus dem oldenburgischen Nordenham kennen. Sie war auf Schloss Elmau als Haustochter tätig.

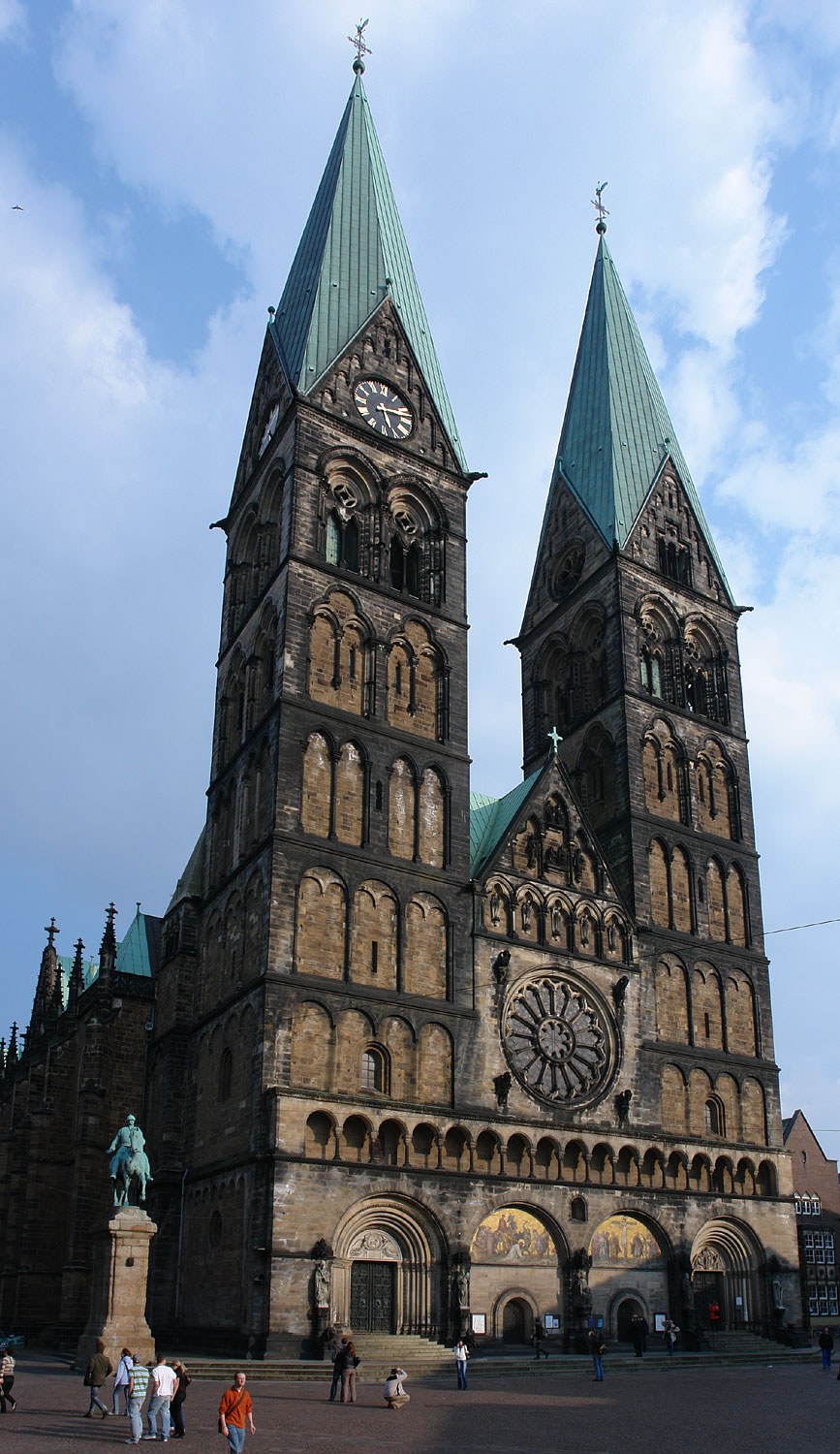
Bremer Dom

Seine Kandidatenzeit absolvierte Gerner-Beuerle in Heidelberg und sein nachfolgendes Vikariat in Wertheim und Karlsruhe. 1931 wurde er in seiner Heimatkirche – der evangelischen Kirche in Hausen, an der sein Vater damals noch als Ortspfarrer amtierte – ordiniert. Er übernahm verschiedene Pfarrstellen in Baden und wirkte insbesondere als Diasporapfarrer in St. Blasien. 1938 übersiedelte er mit seiner Familie in die Hansestadt Bremen. Hier war er zunächst als Pastor an der Hohentorsgemeinde in der Bremer Neustadt tätig. 1946 wurde er als Domprediger an den Bremer Dom St. Petri berufen und hatte das Amt bis zu seiner Pensionierung 1971 inne.
Neben seiner Tätigkeit als Seelsorger sowie später im Ruhestand schrieb und veröffentlichte Gerner-Beuerle zahlreiche Gedichte, die er außer in Hochdeutsch teils auch im alemannischen Dialekt seiner ursprünglichen Heimat verfasste. Außerdem brachte er einige Prosawerke heraus und veröffentlichte zudem religiös-weltanschauliche Schriften sowie einen Teil seiner Predigten. Er befasste sich besonders mit dem „Verhältnis von Naturwissenschaft und Religion“, dies war auch ein Hauptthema seiner Predigten und Schriften.
Gerner-Beuerle war verheiratet mit Erna Gerner-Beuerle und hatte mehrere Kinder. Er wurde in einem Familiengrab auf dem Riensberger Friedhof begraben.

### Öffentliches Wirken
Gerner-Beuerle nutzte in Bremen „als Mitglied eines vielfarbigen Dompredigerkollegiums die Möglichkeit zu eigener theologischer Ausrichtung“ im Sinne einer „freiheitlichen kulturprotestantischen Theologie“. Er galt als „bedeutender Bremer Domprediger“ und als einer der „maßgeblichen Vertreter jener Volkskirche, die sich nach 1945 wieder etablierte“.

### Ehrungen
1971: Johann-Peter-Hebel-Plakette

## Werke
- Radegunde von Thüringen. Novelle aus dem 6. Jahrhundert. Verlag für Volkskunst und Volksbildung, Richard Keutel, Lahr in Baden 1934.
- Die evangelische Gemeinde St. Blasien. In Vergangenheit und Gegenwart. Verlag für Volkskunst und Volksbildung, ohne Ort 1936.
- Leben aus Gott. Predigten aus der Zeit des Niederbruchs. Anker Verlag, Bremen 1947.
- Trauerfeier [für den Gynäkologen] Dr. Franz Perlia: 9.IV.1887 – 24.XI.1947. Kapelle Riensberger Friedhof. Bremen, 28.XI.1947. Bremen 1947.
- Erlöste Kunst. Predigt zum 28. Deutschen Bachfest am 9. September 1951 im Bremer Dom. Text Lukas 7, 11–17 (Der Jüngling zu Naïn). Eigenverlag, Bremen 1951.
- Elmauer Tagebuch. Geschichte einer Begegnung. Schloss Elmau/J. P. Himmer Verlag, Augsburg 1952.
- Predigt, gehalten im Bremer Dom am 6. September 1953.
- Christliche Verantwortung heute. Predigten. Anker Verlag. Bremen 1954.
- Nietzsches Angriff auf das Christentum. Carl Schünemann Verlag, Bremen 1960.
- Im Hebeldorf Huuse, mym Chinderland. Eigenverlag, 1960 (alemannisch).
- Evangelisches Alphabet. Kommissions-Verlag Dürerhaus/Gottfried Gerhold, Bremen 1961.
- Schöpferisches Leben. herausgegeben zum 100. Geburtstag Johannes Müllers. Ernst Reinhardt Verlag, München 1964.
- Bunter Herbst. Gedichte in Hochdeutsch und Alemannisch. Carl Schünemann Verlag, Bremen 1965.
- Herrgottsbrünnli. Alemannische und hochdeutsche Gedichte. Eigenverlag, Bremen 1980 (alemannisch, deutsch).
- Mein Weg zur Domkanzel. Vom Hebeldorf Hausen im Wiesental nach Bremen 1917–1971. Hauschild Verlag, Bremen 1995 (Biografische Sammlung von Dokumenten als „Lebensgeschichte“ von Maurus Gerner-Beuerle, postum herausgegeben von seiner Witwe Erna Gerner-Beuerle; Rezension von Peter Ulrich bei der SuUB).